# 松本パルコ
松本PARCO（まつもとパルコ）は、長野県松本市中央にあった、株式会社パルコが運営する商業施設（ファッションビル）であり、同社の北信越地方唯一の店舗（PARCO）である。

## 概要

### 開店までの経緯
松本市の中心街にあった「信州ジャスコ」松本店跡の再開発により開業した。1978年の松本駅周辺での大型店の出店を受けて中心街では客足が減少しており、他地区へ買い物客が流出することに対する危機感があった。1981年3月に「信州ジャスコ」が松本店を閉店して郊外の「松本カタクラモール」内に移転すると跡地利用が問題となった。既存の百貨店やスーパーマーケットとの競合を避け、商店街の活性化を考えてファッションビルとしての再開発に決定した。建物については「松本市中央商店街再開発」が所有し、パルコに運営を委託する形態が採られた。パルコはそれまで直営のみであったが、店舗網の拡大にあたって地域との良好な関係構築や投資リスクの軽減などが必要であるとして業務委託を引き受けた。1984年8月23日に開業、62店舗が入居し内37店舗が婦人服専門店であった。また全体の7割が長野県外の資本であった。営業についてはパルコが閉店時刻20時、年間休業日数11日を求めたが、商業活動調整協議会により既存の大型店と同様の閉店時刻18時30分（年間40日まで19時）、年間休業日数42日、2年目以降は改めて協議とされた。2年目はパルコに加え消費者代表委員からの要望もあったものの、商店街への影響を考慮して閉店時刻19時（年間60日まで19時30分）、年間休業日数40日とされた。1993年には年間休業日数28日への減少が認められている。

### 地域文化の中心に
開店当初から店舗外での音楽、美術などの催しを積極的に開催する方針を持ち、誘致にあたった松本商店街連盟も「おしゃれで若者のあつまる場所が欲しい」と考えていたため、最新のファッションやカルチャーの情報を発信するとともに、松本まちなかアートプロジェクトでのパルコde美術館など、地元と連携したアートイベントを企画してきた。松本パルコの開店はDCブランドの流行と時期が重なり「トミーヒルフィガー」や「4°C」などの有名ブランドをはじめ、入居しているテナントの種類や対象年齢層は様々であるが、伊勢町界隈は若者とファッションの街としてにぎわった。その後、改装を重ねて中高年や男性にも客層を広げ、2006年度には年間売上高100億円を突破し、過去最高を記録した。建物は地下1階地上5階建てで延床面積10,100平方メートル、店舗面積は6,551平方メートル。花時計公園通りから見た建物の外観は、国宝である「松本城」がモチーフになっていると言われていて、実際に"大天守"や"乾小天守"、"堀"にあたる部分を確認することができる。

### 経営環境の変化
松本市では1980年以降新規大型店の出店を事実上凍結していた。しかし、大規模小売店舗法関連の規制緩和により1990年2月に解禁され、松本市周辺では大型店の出店が相次いだ。この動きに対して商店街は地区の核であるパルコの増床を求めた。パルコは北側を伊勢町商店街に面する新館（地上6階地下1階建て）の建設を計画し、1996年4月5日に開業した。これにより営業面積は15,000平方メートルに拡張された。周辺の伊勢町商店街では、土地区画整理事業を契機に建設されたテナントビルに若年層向けの店舗が進出している。増床により一時は来客や売り上げが伸びたものの、翌1997年には消費マインドの冷え込みにより減少に転じた。
政令指定都市にある他の都心型PARCO店舗に比べ、施設規模・売上規模ともにパルコの中では中規模である。月により売上高やその前年比に変動があるが、2017年度の年間売上高は72億円、前年比90.8%となっている。

### 閉店発表
2017年9月に「イオンモール松本」が開業するなど、周辺の競争が激しくなった。一方で2020年秋には「イオンモール松本」と「松本パルコ」が共同でスタンプラリーなどの販促キャンペーンを行った。しかしインターネットショッピングの拡大の影響も受け、2021年度には売上高約40億円まで減少した。都市部に経営資源を集中させる「J.フロント リテイリング」の方針もあり、2023年2月に2年後の2025年2月末に閉店することが発表された。

### 松本PARCO 40周年の感謝を込めた閉店企画

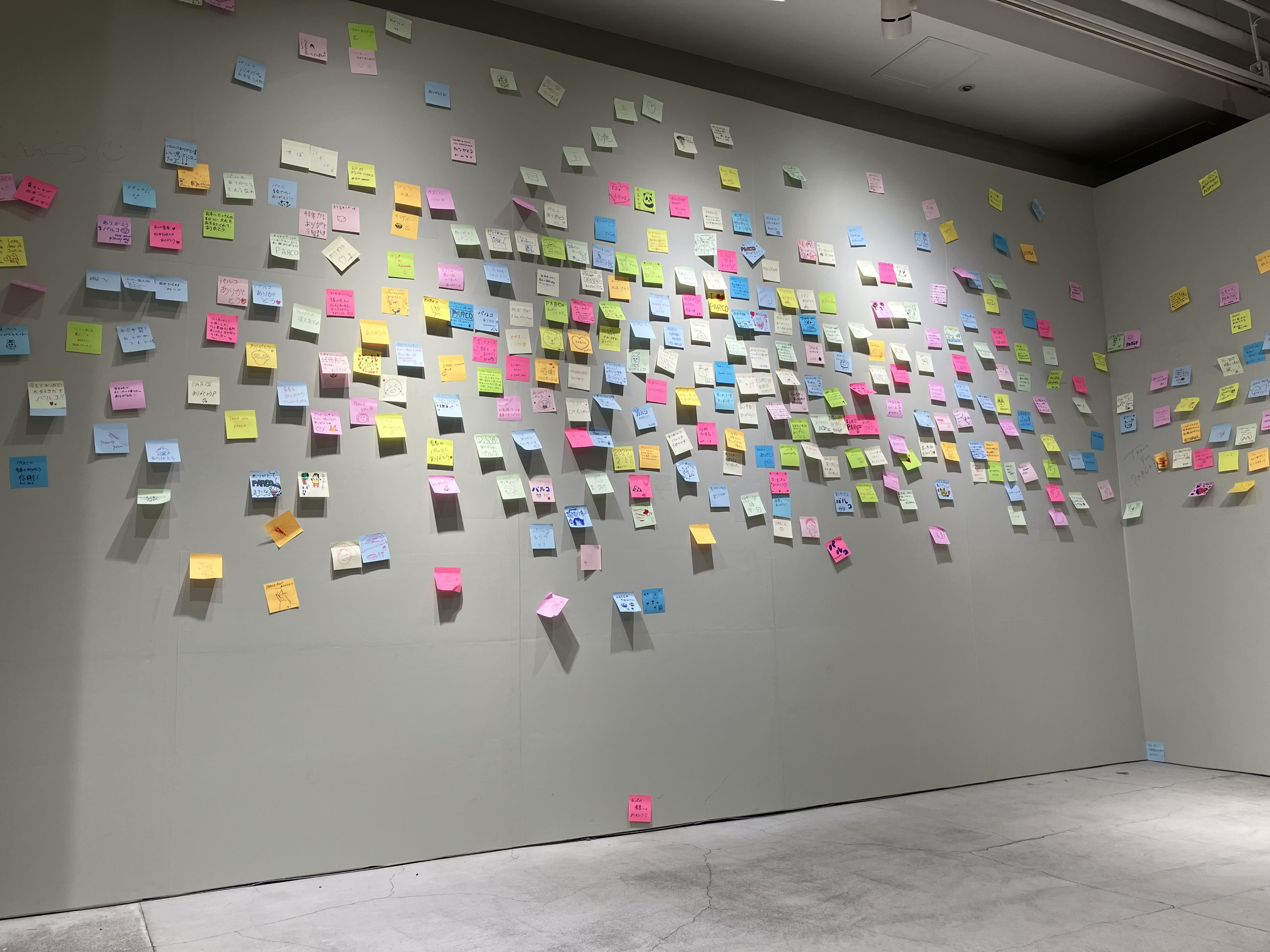
メモリアルメッセージボードの写真

閉店を迎える「松本PARCO」による、40周年の感謝を込めた閉店企画。2025年2月1日から同月28日までの間、4階特設会場にて「松本PARCO」へのメッセージや想い出が書き込めるメモリアルメッセージボードを設置。「Dear MATSUMOTO～親愛なる、この街へ。40年間の感謝を込めて～」のページも制作された。
「松本PARCO」に対する感謝を伝える取組も進められており、パルコの閉店後のまちづくりを考える「商都松本にぎわい発信プロジェクト実行委員会」が、2024年12月に「松本PARCO」に感謝を伝える300の旗を市内の商店街の街灯などに設置、2025年2月には感謝を伝える横断幕が松本駅自由通路に掲げられた。

### 閉店
最終日の2月28日は金曜日で平日であったが、伊勢町側の入り口に開店前から約300人の待機列が並び、午前10時の開店に合わせてオリジナルロゴを刻印した木製ハンガーが配られた。店内では最終日に合わせ別れを告げる"フェアウェルパーティー"や、松本市出身のダンサー・アオイヤマダらのパフォーマンスがあり、最終日の雰囲気を盛り上げた。閉店時間の午後8時を過ぎると、公園通り側入り口で閉店セレモニーが始まった。松本市出身の写真家・白鳥真太郎によりパルコ外観と来店客の集合写真が撮影された。斉藤博一店長らスタッフが店頭に並び店長が感謝の言葉を述べると、花時計公園を埋め尽くした人たちから幾度となく「ありがとう!」と声が上がった。

### 閉店後
後利用について2023年11月、パルコ側の申し出を受け、松本市が上層階を市が借りて図書館など人が集まる機能を含めた複合施設として活用する方向で検討を進めると表明したが、2024年4月、民間と行政のスピード感の違いからパルコ側から協議を打ち切られ、松本市が構想するまちなか図書館の検討は白紙撤回となった。閉店後は松本駅前のバスターミナルビル「アルピコプラザ」の改装に携わった商業コンサルティング会社「やまき」(東京都港区) が、イベントスペースや食品フロアを備えた劇場型SCとして、2025年11月にオープンを目指す方向で最終調整している。

## ギャラリー

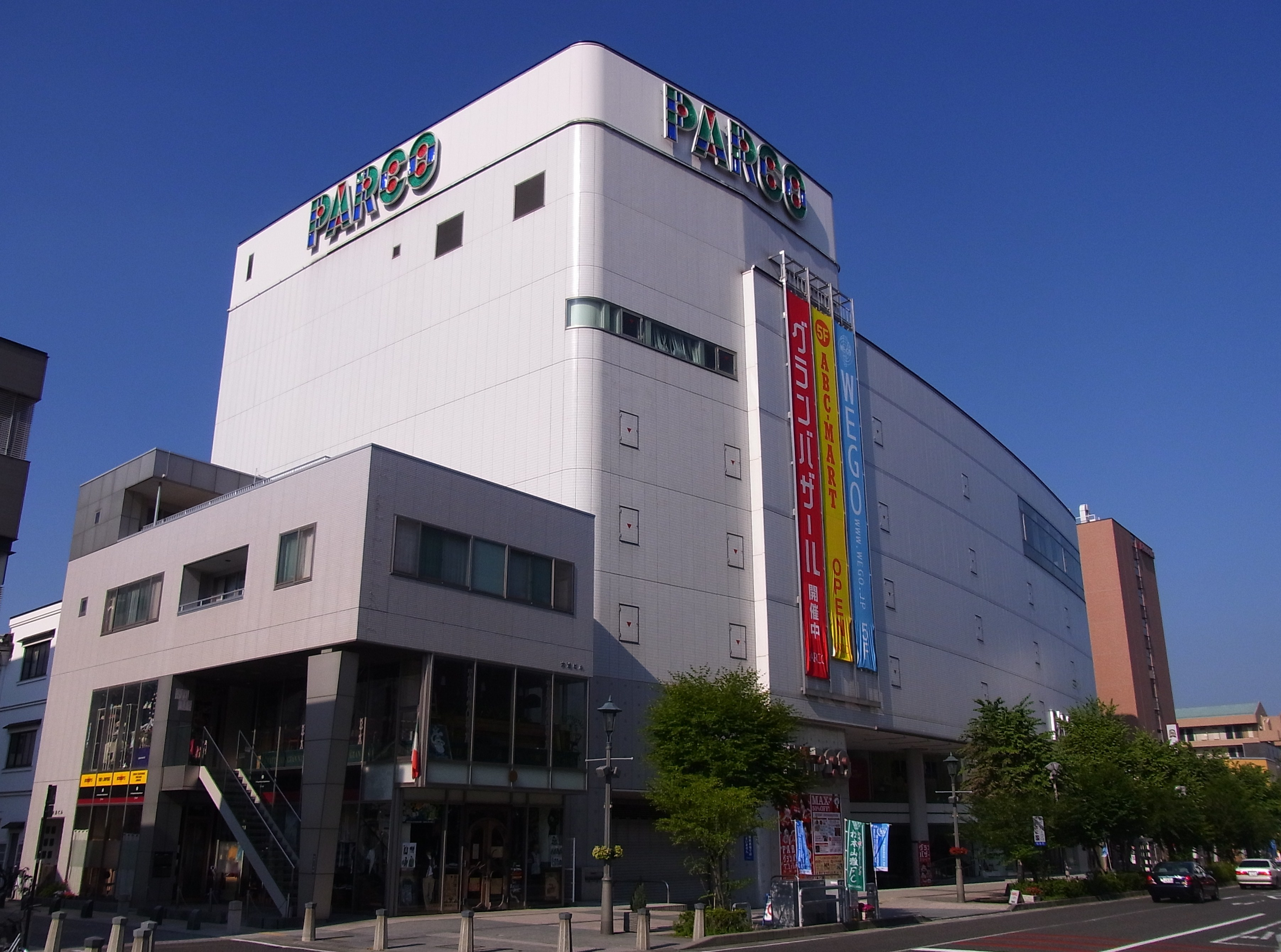
伊勢町側外観
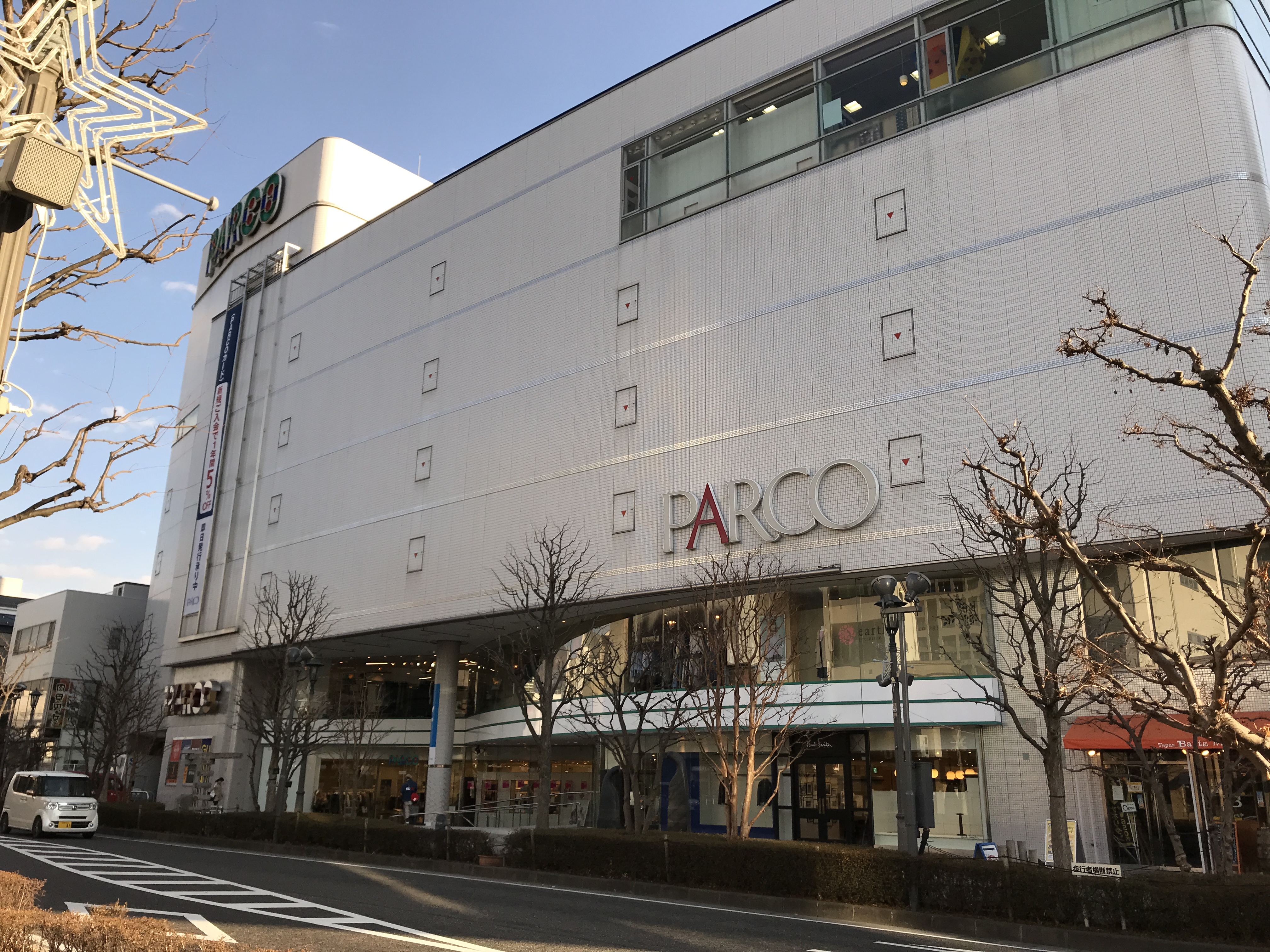
伊勢町側店頭
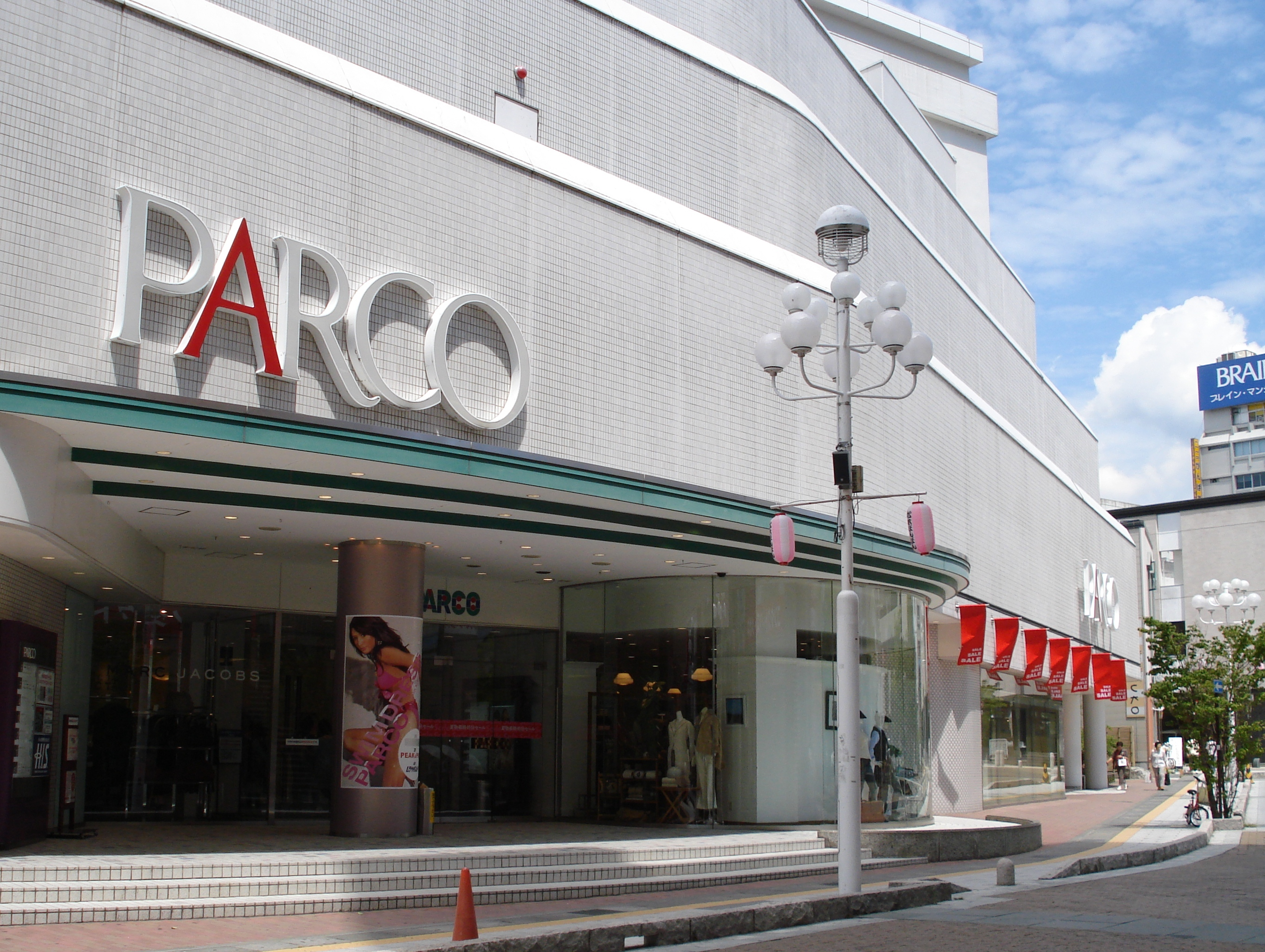
公園通り側店頭